# 美術文化協会
美術文化協会（びじゅつぶんかきょうかい）は、日本の前衛芸術家の団体である。

## 設立
1939年 独立美術協会、新造型美術協会、創紀美術協会、新日本洋画協会、ナゴヤアバンガルドクラブ、二科九室会などのシュルレアリスムを志向する前衛作家が集結し、銀座アラスカにて発会式が行われた。
　趣旨（美術文化機関誌１号より）　本会は美術人の美的行動を、明日の我々の文化の線に沿うて、積極的に遂行しようとするもので、芸術上の成果は毎年定期的に開催する展覧会によって世に問うものである・・・・・その展覧会は、同人（会員と同意）の作品を陳列する他、公募制により、新人の作品をも受容れる予定で、審査はしばらくの間美術批評界の権威者数名、及び協会から福沢一郎が参加してこれを行い、公正妥当を期します。

## 所在地
- 本部　事務所　埼玉県所沢市こぶし町 5-18
- 中部地区　事務所　愛知県名古屋市名東区引山 3-605 T-7-201
- 関西地区　事務所　兵庫県神戸市須磨区潮見台町 1-3-7-402

出典：

## 創立同人 41名
- 靉光
- 阿部芳文
- 今井滋
- 柿手春三
- 斎藤義重
- 滝口綾子[2]
- 塚原清一
- 土井俊夫
- 福沢一郎
- 森堯之
- 米倉寿仁
- 浅利篤
- 荒木剛
- 大口登
- 北脇昇
- 佐田勝
- 鷹山宇一
- 土屋幸夫
- 濱谷次郎
- 古沢岩美
- 薮内正直
- 麻生三郎
- 板坂勇
- 大塚耕二
- 浅原清隆
- 杉全直
- 高橋迪章
- 寺田政明
- 三橋健
- 三崎孝雄
- 横地康行
- 我孫子真人
- 糸園和三郎
- 小川原修
- 小牧源太郎
- 高松甚二郎
- 永井東三郎
- 梨本喜美夫
- 浜松小源太
- 長谷川宏
- 吉井忠